# Cheryl Murphy
Pour les articles homonymes, voir Murphy.
Cheryl Kimberly Murphy est une karatéka américaine née le 17 octobre 1978 à Olympia. Elle a remporté une médaille de bronze en kumite moins de 68 kg aux Jeux mondiaux de 2013 à Cali après s'être imposée dans cette catégorie et en kumite féminin open aux Jeux panaméricains de karaté 2012 à Managua.